# Wedgewood Nowell
Wedgewood Nowell, anche Wedgwood Nowell (Portsmouth, 24 gennaio 1878 – Filadelfia, 17 giugno 1957), è stato un attore, compositore e sceneggiatore statunitense.

## Biografia
Nato nel New Hampshire nel 1878, Wedgewood Nowell fu una presenza fissa nel cinema hollywoodiano: dal 1915 al 1947, prese parte circa centoquaranta film. Fu anche sceneggiatore e compositore: scrisse la musica di accompagnamento di alcuni film muti che vennero distribuiti negli anni dieci.

## Filmografia

### Attore
- The Disciple, regia di William S. Hart e, non accreditato, Clifford Smith (1915)
- The Golden Claw, regia di Reginald Barker (1915)
- Il mendicante (The Beggar of Cawnpore), regia di Charles Swickard (1916)
- The Sorrows of Love, regia di Charles Giblyn (1916)
- The Deserter, regia di Walter Edwards (1916)
- The Rough Neck, regia di Melvin Mayo (1916)
- The Chalice of Sorrow, regia di Rex Ingram (1916)
- Orchidea nera (Black Orchids), regia di Rex Ingram (1917)
- The Reward of the Faithless, regia di Rex Ingram (1917)
- The Pulse of Life, regia di Rex Ingram (1917)
- The Flower of Doom, regia di Rex Ingram (1917)
- The Hand That Rocks the Cradle, regia di Phillips Smalley e Lois Weber (1917)
- The Mysterious Mr. Tiller, regia di Rupert Julian (1917)
- Money Isn't Everything, regia di Edward Sloman (1918)
- The Velvet Hand, regia di Douglas Gerrard (1918)
- Adele, regia di Wallace Worsley (1919)
- The Man Who Turned White, regia di Park Frame (1919)
- The Man Beneath, regia di William Worthington (1919)
- A Man's Fight, regia di Thomas N. Heffron (1919)
- Her Purchase Price, regia di Howard C. Hickman (1919)
- Kitty Kelly, M.D., regia di Howard C. Hickman (1919)
- The Beauty Market, regia di Colin Campbell (1919)
- The Lord Loves the Irish, regia di Ernest C. Warde (1919)
- The Corsican Brothers, regia di Colin Campbell e Louis J. Gasnier (1920)
- The Dream Cheater, regia di Ernest C. Warde (1920)
- 813, regia di Charles Christie e Scott Sidney (1920)
- The Song of Life, regia di John M. Stahl (1922)
- Casa di bambola (A Doll's House), regia di Charles Bryant (1922)
- Thelma, regia di Chester Bennett (1922)
- Enter Madame. regia di Wallace Worsley (1922)
- La duchessa di Langeais (The Eternal Flame), regia di Frank Lloyd (1922)
- Adam's Rib, regia di Cecil B. DeMille (1923)
- Don't Marry for Money, regia di Clarence Brown (1923)
- Hard to Get, regia di Ray Enright (1938)
- Il prigioniero (Johnny Apollo), regia di Henry Hathaway (1940)
- Con mia moglie è un'altra cosa (Affectionately Yours), regia di Lloyd Bacon (1941)
- Ragazze che sognano (Rings on Her Fingers), regia di Rouben Mamoulian (1942)
- California (Can't Help Singing), regia di Frank Ryan (1944)

### Compositore
- The Disciple, regia di William S. Hart e, non accreditato, Clifford Smith (1915)
- The Winged Idol, regia di Scott Sidney (1915)
- The Conqueror, regia di Reginald Barker (1916)